# Secuestro de Anabel Segura

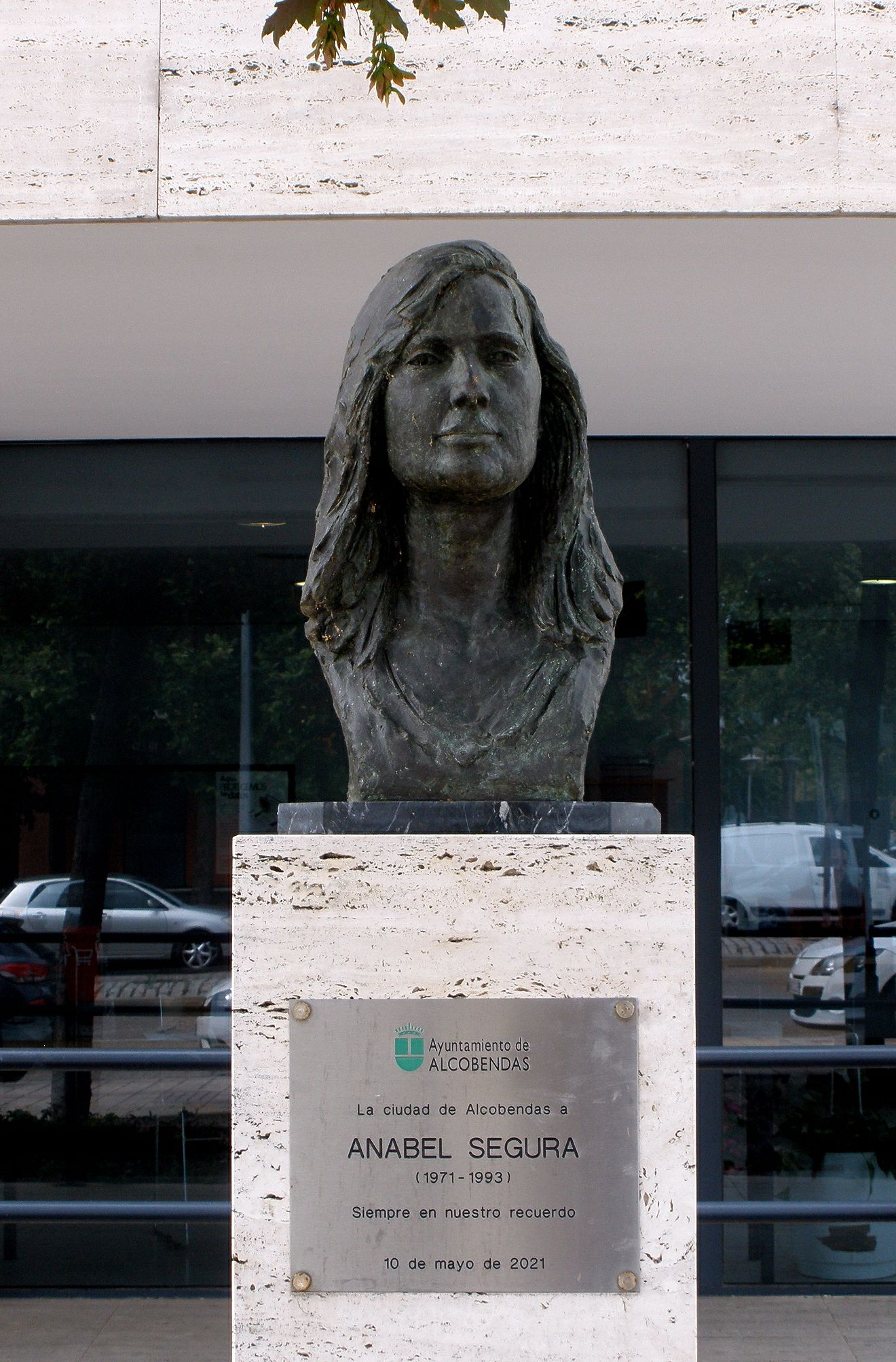
Memorial de Anabel Segura, erigido el 10 de mayo de 2021 junto al Centro Cívico que lleva su nombre en Alcobendas (Madrid)

El secuestro y asesinato de Anabel Segura fue un caso criminal sucedido en España el 12 de abril de 1993 que conmocionó a la sociedad española y recibió una amplia cobertura y seguimiento de los medios de comunicación durante dos años hasta su resolución.

## Autores
Emilio Muñoz Guadix, transportista  de 38 años, casado y con cuatro hijos, convenció a su amigo, Cándido "Candi" Ortiz Aón, fontanero de 35 años, casado y con dos hijos, de realizar un secuestro en el acomodado barrio de La Moraleja en Alcobendas, Madrid. Ambos eran ciudadanos españoles y comunes; Emilio Muñoz tenía antecedentes y lo arrastraban dificultades económicas. El plan en principio parecía fácil y rápido, ir hasta el barrio, secuestrar alguna chica joven, exigir el rescate, cogerlo y soltarla. [cita requerida]

## Hechos
El 12 de abril de 1993 Anabel Segura Follers, una estudiante de empresariales de 22 años salió a las 14.30 hrs en chándal y con un walkman a hacer footing por la urbanización Intergolf de La Moraleja donde residía, tras despedirse de su empleada del hogar. Anabel había regresado anticipadamente de sus vacaciones en Granada, mientras que su familia continuaba de asueto. Era día festivo y su padre, José Segura Nájera (un empresario que había iniciado su negocio en Alemania y luego regresó al país casado con la alemana Sigrid Follers con quien tuvo dos hijas) madre y hermana menor se habían ido a Marbella. A la altura del Colegio Escandinavo, una furgoneta se detuvo delante de ella. Un individuo de complexión fuerte (Muñoz, Cándido conducía) se le acercó. Anabel era una chica atlética y opuso feroz resistencia, al punto de que perdió la chaqueta del chándal y el walkman. El jardinero del colegio salió al oír sus gritos pero solo vio una furgoneta blanca alejándose, no pudo dar matrícula ni marca porque no llevaba las gafas puestas. Regresó al centro y efectuó una llamada avisando a la policía.
Los secuestradores interrogaron a su víctima. Ella les dijo que sus padres tenían dinero pero no estaban en Madrid. Durante varias horas deambularon por carreteras de Madrid, Ávila y Toledo nerviosos por el imprevisto: no tenían ningún lugar donde mantenerla retenida varios días y les había visto. Al anochecer, y dado que Emilio no consigue ponerse en contacto con los padres de Anabel, enfilan hacia Numancia de La Sagra (Toledo) hasta una fábrica de ladrillos y azulejos abandonada. Anabel trata de escapar pero la atan de pies y manos. Muñoz la estrangula con otra cuerda y luego entierran el cuerpo en la escombrera del complejo.
A las 20:07 horas (7 minutos antes se recibió otra llamada infructuosa) del 14 de abril llaman a la familia exigiendo un rescate de 150 millones de pesetas. El pago se haría a las 18 hrs. del día 16. Para entonces la noticia del secuestro ya ha sido ampliamente difundida por los diversos medios de comunicación y movilizó a la sociedad como nunca hasta entonces un caso de esta naturaleza. Los secuestradores continuaron realizando llamadas telefónicas a la familia, que nombró su portavoz a Rafael Escuredo, expresidente de la Junta de Andalucía. La tercera llamada se produjo el día 16 a las 19.33 hrs. Viendo los secuestradores que la familia solo había reunido 63 millones de pesetas, cortaron la conversación telefónica. Se efectuaron dos intentos de pago del rescate en Guadalajara (el día 19 por la noche a la altura del km 126 de la N-II) y el 6 de mayo en Tarancón (Cuenca). Los secuestradores no se presentaron, tras sucesivos contactos telefónicos el 29 de abril y 5 y 6 de mayo, todo ello sin dar una prueba de vida de la secuestrada. En el primer lugar (a la altura de Saúca) pasó por el lugar una furgoneta blanca cuyo propietario, un guarda forestal, fue investigado sin resultados concluyentes. No se produjeron más llamadas hasta el 22 de junio, tras una emisión del programa Código Uno. En esta conversación se acuerda entregar una grabación con la voz de Anabel. La extensión de la conversación permitió ubicar el origen de la llamada en una cabina del distrito de Vallecas.
El 24 de junio, al pedir la familia pruebas de que Anabel seguía viva, se recibió una grabación, en la que Felisa García, la esposa de Emilio Muñoz, se hizo pasar por ella. La cinta fue emitida el 20 de enero de 1994 en varias emisoras de radio y el 9 de abril de 1995 en el programa de TVE ¿Quién sabe dónde?. También la policía decidió hacer públicas algunas de las llamadas de los secuestradores por si alguien identificaba la voz.
Por entonces, el análisis de la cinta había arrojado una pista. Al fondo se oían voces de niños jugando, con acento de Toledo y una palabra local, que centró las pesquisas en una comarca concreta. 
Mientras tanto se producían manifestaciones para exigir su liberación. Por otro lado, los videntes aseguraban ubicaciones donde podían buscar y múltiples estafadores sin escrúpulos trataban de aprovecharse de la situación. La liberación de la farmacéutica de Olot el 27 de marzo de 1994 infundió ánimos a la familia al ver que podría resolverse el secuestro de forma satisfactoria.
En junio de 1995 un oyente informó que la voz de las llamadas era la de Emilio Muñoz, un repartidor con el que acaba de estar. Todo coincidía: era de Toledo, su empresa había hecho trabajos en La Moraleja, cerca del punto elegido para el pago en Guadalajara vivía un hermano suyo, estaba casado y tenía hijos. El 28 de septiembre fue detenido y confesó de inmediato, así como la localización del cadáver, en la fábrica de ladrillos abandonada de Numancia de La Sagra.
Felisa fue condenada a dos años y cuatro meses de prisión por un delito de encubrimiento tras aumentar el Tribunal Supremo la condena de seis meses impuesta por la Audiencia; siempre manifestó que había actuado por miedo insuperable a su marido. Ellos fueron condenados en 1999 a 43 años de prisión. Cándido enfermó y murió en la cárcel de Ocaña en 2009 y Emilio Muñoz en virtud de la derogación de la doctrina Parot, salió de la prisión de Herrera de la Mancha en 2013, asegurando estar arrepentido por lo que hizo y pidiendo perdón a la familia Segura.La investigación concluyó que Anabel fue asesinada sobre las 21.30 hrs del mismo día de su desaparición, es decir, solo permaneció con vida 6 horas y media.